# کربت مانیکا
کُربت مانیکا (انگلیسی: Corbett Monica؛ ‏۱ ژوئن ۱۹۳۰ – ۲۲ ژوئیهٔ ۱۹۹۸) کمدین و بازیگر اهل ایالات متحده آمریکا بود.
از فیلم‌ها یا برنامه‌های تلویزیونی که وی در آن نقش داشته است، می‌توان به برادوی دنی رز اشاره کرد.